# Ralph Watzel

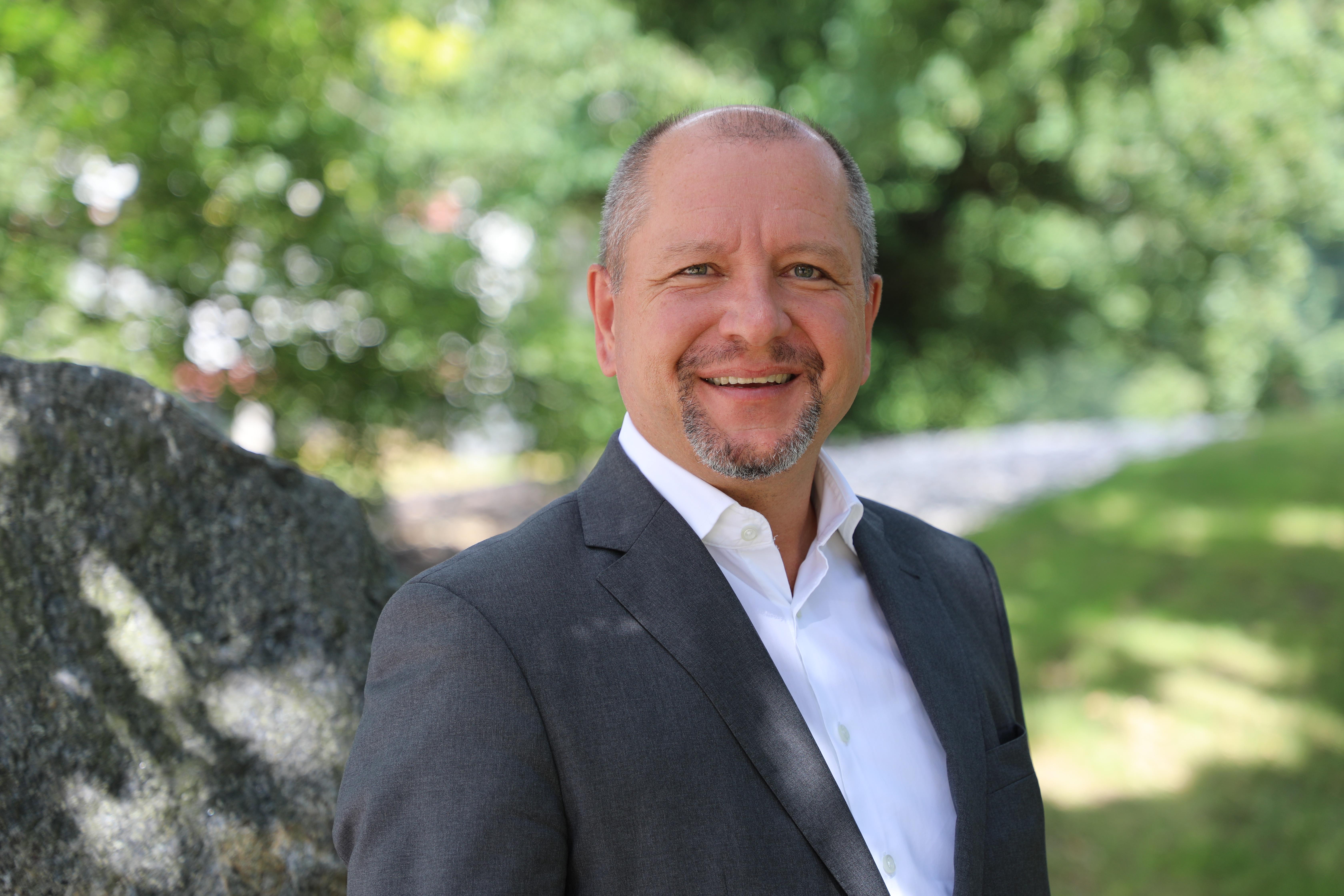
Watzel (2025)

Ralph Watzel (* 10. Mai 1961 in Mannheim) ist ein deutscher Geologe. Seit 2016 leitet er als Präsident die Bundesanstalt für Geowissenschaften und Rohstoffe (BGR) in Hannover.

## Werdegang
Er studierte an der Universität Heidelberg Geologie und an der Universität Karlsruhe (TH) Angewandte Geologie und Geophysik.
Es folgten von 1986 bis 1988 Berufsjahre in der Hydrogeologie, bis 2001 als Hydrogeologe am LGRB. Von 1992 bis 1993 leitete er das IT-Projekt ZEUS-2 am Forschungsinstitut für Anwendungsorientierte Wissensverarbeitung (FAW) in Ulm/Donau. Er wurde 1994 an der geowissenschaftlichen Fakultät der Albert-Ludwigs-Universität Freiburg mit einem isotopenhydrologischen Thema promoviert und erhielt dafür 1995 den Walter-Schall-Preis der Gesellschaft für Naturkunde in Württemberg. Von 2001 bis 2006 war er als Rohstoffreferent im Wirtschaftsministerium Baden-Württemberg° tätig und absolvierte 2004/2005 eine Management-Ausbildung an der Universität St. Gallen.
Von 2006 bis 2016 war er Leiter des Landesamts für Geologie, Rohstoffe und Bergbau in Freiburg. In dieser Zeit war er Mitglied der deutschen Expertengruppe Schweizer Tiefenlager (ESchT) die den Sachplan „Geologische Tiefenlager“ und das Standortauswahlverfahren der Schweiz begleitet. Er ist seit 2000 Lehrbeauftragter und seit 2007 Honorarprofessor der Universität Freiburg.
Von 2020 bis 2024 war er Mitglied im Exekutivkomitee und von 2021 bis 2022 war er Präsident der europäischen Geologischen Dienste EuroGeoSurveys (EGS).
2024 wurde er für die Amtsperiode von 2025 bis 2027 zum Präsidenten der Deutschen Geologischen Gesellschaft – Geologische Vereinigung (DGGV) gewählt.

## Schriften (Auswahl)
- mit Bertleff: Tiefe Aquifersysteme im süddeutschen Molassebecken. Eine umfassende hydrogeologische Analyse als Grundlage eines zukünftigen Quantitäts- und Qualitätsmanagements. In: Hydrogeologische Untersuchungen in Baden-Württemberg. Abhandlungen des Landesamts für Geologie, Rohstoffe und Bergbau Baden-Württemberg, Bd. 15, S. 75–90. Landesamt f. Geologie, Rohstoffe und Bergbau (LGRB) Baden-Württemberg, Freiburg i. Br. (2002)
- mit W. Stichler, P. Maloszewski, B. Bertleff: Use of environmental isotopes to define the capture zone of a drinking water supply situated near a dredge lake. Journal of Hydrology, Volume 362, 3-4: 220-233, doi:10.1016/j.jhydrol.2008.08.024 (2008)
- Geologische Informationen und Bewertungskriterien für eine Raumordnung im tieferen Untergrund. Schriftenreihe der Akademie für Geowissenschaften und Geotechnologie, Heft 30: 9-14; Hannover (2014)
- Ressourcenmanagement als globale Herausforderung. In: W. Ischinger und D. Messner (Hrsg.): Deutschlands neue Verantwortung Die Zukunft der deutschen und europäischen Außen-, Entwicklungs- und Sicherheitspolitik. 432 S., 9 Graphiken (Econ-Verlag) (2017)
- Challenges for geological surveys deriving from global megatrends: The Federal Institute for Geosciences and Natural Resources of Germany´s perspective and answers. Von: P. R. Hill, D. Lebel, M. Hitzman, M. Smelror, und H. Thorleifson (Hrsg.) The Changing Role of Geological Surveys. Geological Society, London, Special Publications, 499, doi:10.1144/SP499-2019-41 (2019)
- Zur Notwendigkeit von Rohstoffgewinnung und dem gesellschaftlichen Bewusstsein dafür. GeoResources Zeitschrift (4-2019): 22-26,31 (2019)
- Sicherung der Lebensgrundlage Grundwasser – eine globale Gemeinschaftsaufgabe. Grundwasser: Editorial; 10.1007/s00767-020-00454-y (2020)
- Minerals for future technologies: how Germany copes with challenges. From: M. Smelror, K. Hanghøj und H. Schiellerup (Hrsg.) The Green Stone Age: Exploration and Exploitation of Minerals for Green Technologies. Geological Society, London, Special Publications, 526, doi:10.1144/SP526-2022-12 (2022)